# Kannon de Ashibetsu
La  Kannon de Ashibetsu est une statue de forme féminine qui représente une représentation japonaise du bodhisattva Avalokiteśvara. D'une hauteur de 88 mètres, elle se dresse à l'est de la commune d'Ashibetsu, au centre de l'île d'Hokkaidō, dans le parc Kita-No-Miyako. C'est la 10e plus grande statue au monde et elle a été inaugurée en 1989.

## Histoire
La planification de la construction de la statue commença en 1975, dans le parc Kita-no-Mino à l'est de la commune d'Ashibetu. La construction fut achevée 14 ans plus tard, en 1989. Elle tint le record de la plus grande statue du monde de sa construction en 1989 jusqu'en 1991. C'est aujourd'hui la 10e plus grande statue au monde, ainsi que la 3e plus grande statue du Japon.

## Description
La statue mesure 88 mètres de haut et est debout sur un socle constitué de fleurs de lotus, emblématiques de Bouddha. Elle a le regard baissé, en signe de recueillement ou de prière, les bras et les mains dans la position du mudrā vitarka, signe de transmission de l'enseignement du Bouddha. Une auréole dorée orne la tête de la déesse Kannon.
La statue contient 20 étages et est dotée d'un ascenseur, les étages eux-mêmes contenant des autels et lieux de recueillement, huit au total, une plateforme offrant une vue panoramique du paysage aux visiteurs.